# Ковзанярський спорт на зимових Олімпійських іграх 2022 — 5000 метрів (чоловіки)
Змагання з ковзанярського спорту на дистанції 5000 метрів серед чоловіків на зимових Олімпійських іграх 2022 відбулися 6 лютого на Національному ковзанярському стадіоні в Пекіні (Китай).
Чинний олімпійський чемпіон і олімпійський рекордсмен Свен Крамер кваліфікувався на Олімпіаду, як і володар срібної нагороди Ігор-2018 Тед-Ян Блумен. Бронзового медаліста минулої Олімпіади Сверре Лунде Педерсена не обрали бігти цю дистанцію. Нільс ван дер Пул виграв чемпіонат світу на окремих дистанціях 2021 року на дистанції 5000 м, а Патрік Руст і Сергій Трофімов здобули, відповідно, срібну та бронзову медалі. А ще Ван дер Пул станом на початок Олімпіади володів світовим рекордом. Він очолював залік Кубка світу 2021–2022 на довгих дистанціях після чотирьох змагань, що завершились перед Олімпіадою. 2-ге та 3-тє місця посідали, відповідно, Блумен і Давіде Гьотто. Світовий рекорд ван дер Пула, 6:01.56, який він встановив 3 грудня в Солт-Лейк-Сіті, це водночас і найкращий час сезону.

## Рекорди
Перед цими змаганнями світовий і олімпійський рекорди були такими:
| Світовий рекорд     | Нільс ван дер Пул (SWE) | 6:01.56 | Солт-Лейк-Сіті (США)    | 3 грудня 2021  |
| Олімпійський рекорд | Свен Крамер (NED)       | 6:09.76 | Каннин (Південна Корея) | 11 лютого 2018 |

## Результати
Заїзди розпочалися о 16:30 за місцевим часом.
| Місце | Пара | Доріжка | Ім'я                | Країна                     | Час     | Відставання | Нотатки |
| ----- | ---- | ------- | ------------------- | -------------------------- | ------- | ----------- | ------- |
| 1     | 10   | I       | Нільс ван дер Пул   | Швеція                     | 6:08.84 |             | OR      |
| 2     | 5    | O       | Патрік Руст         | Нідерланди                 | 6:09.31 | +0.47       |         |
| 3     | 3    | O       | Галлґейр Енґебротен | Норвегія                   | 6:09.88 | +1.04       |         |
| 4     | 3    | I       | Сергій Трофімов     | Олімпійський комітет Росії | 6:10.27 | +1.43       |         |
| 5     | 6    | I       | Йорріт Бергсма      | Нідерланди                 | 6:13.18 | +4.34       |         |
| 6     | 8    | I       | Олександр Румянцев  | Олімпійський комітет Росії | 6.15.02 | +6.18       |         |
| 7     | 10   | O       | Барт Свінгс         | Бельгія                    | 6:16.90 | +8.06       |         |
| 8     | 8    | O       | Давіде Гьотто       | Італія                     | 6:16.92 | +8.08       |         |
| 9     | 1    | I       | Свен Крамер         | Нідерланди                 | 6:17.04 | +8.20       |         |
| 10    | 9    | O       | Тед-Ян Блумен       | Канада                     | 6:19.11 | +10.27      |         |
| 11    | 7    | I       | Патрік Беккерт      | Німеччина                  | 6:19.58 | +10.74      |         |
| 12    | 6    | O       | Сейтаро Ітіноне     | Японія                     | 6:19.81 | +10.97      |         |
| 13    | 2    | O       | Фелікс Рійнен       | Німеччина                  | 6:19.86 | +11.02      |         |
| 14    | 9    | I       | Руслан Захаров      | Олімпійський комітет Росії | 6:21.00 | +12.16      |         |
| 15    | 7    | O       | Мікеле Мальфатті    | Італія                     | 6:21.47 | +12.63      |         |
| 16    | 2    | I       | Емері Леман         | США                        | 6:21.80 | +12.96      |         |
| 17    | 4    | O       | Ітен Сеп'юран       | США                        | 6:25.97 | +17.13      |         |
| 18    | 4    | I       | Лівіо Венгер        | Швейцарія                  | 6:27.01 | +18.17      |         |
| 19    | 1    | O       | Віктор Гальд Торуп  | Данія                      | 6:28.87 | +20.03      |         |
| 20    | 5    | I       | Андреа Джованніні   | Італія                     | 6:30.11 | +21.27      |         |